# Núria Fonts i Mateo
Núria Fonts Mateo (Sant Joan de Vilatorrada, Bages, 7 d'octubre de 1977) és una jugadora de bàsquet catalana, ja retirada.
Alera, es va formar al Bàsquet Manresa. El 1991 va incorporar-se al centre formatiu Segle XXI, aconseguint el subcampionat d'Europa júnior amb la selecció espanyola el 1994. Posteriorment, va jugar amb l'Agrupació Esportiva Sedis Bàsquet, l'AE Sant Fruitós, l'Universitari de Barcelona. Va ser internacional amb la selecció espanyola en vuit ocasions. destacant la medalla d'or a la Universíada de Palma 1999.